# Los Angeles-i Rendőrség

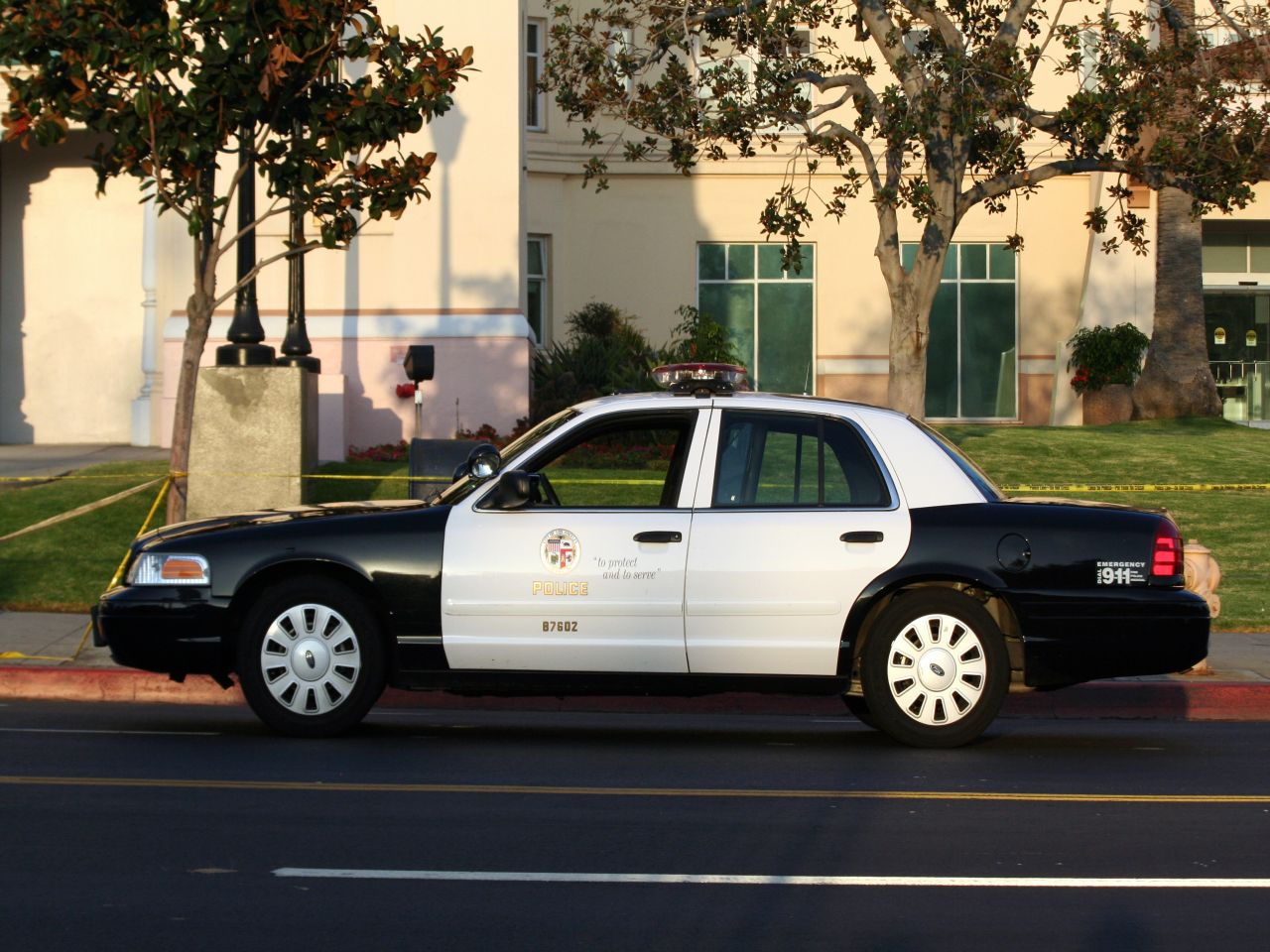
Járőrautó

A Los Angeles-i Rendőrség, angolul (Los Angeles Police Department, LAPD), egy amerikai bűnüldöző szerv Kalifornia államban. Ez az Egyesült Államok második legnagyobb rendőrsége a New York-i rendőrség után.
A rendőrség szolgálati területe 1290 négyzetkilométer, aminek lakossága 4 millió fő.
A Los Angeles-i Rendőrség szerepel(t) számos filmben, regényben és televíziós sorozatban, ezek során sokszor mutatták be ellentmondásosan, főként a rasszizmus, a rendőri brutalitás, és a rendőri korrupció terén.

## S.W.A.T.
A S.W.A.T. (Special Weapons And Tactics/ Speciális Fegyverek és Taktikák) egy az Amerikai Egyesült Államokban a rendvédelem keretein belül működő speciális egység. Az elnevezés utalhat az egyes egységre és magára a SWAT-ra általánosságban. Szinte minden nagyobb város rendőrségén kialakításra került, így például New Yorkban, Washingtonban és Los Angelesben is. Vidéki bevetésére is sor kerülhet, amennyiben a helyi rendvédelem nem tud megbirkózni a kialakult helyzettel.

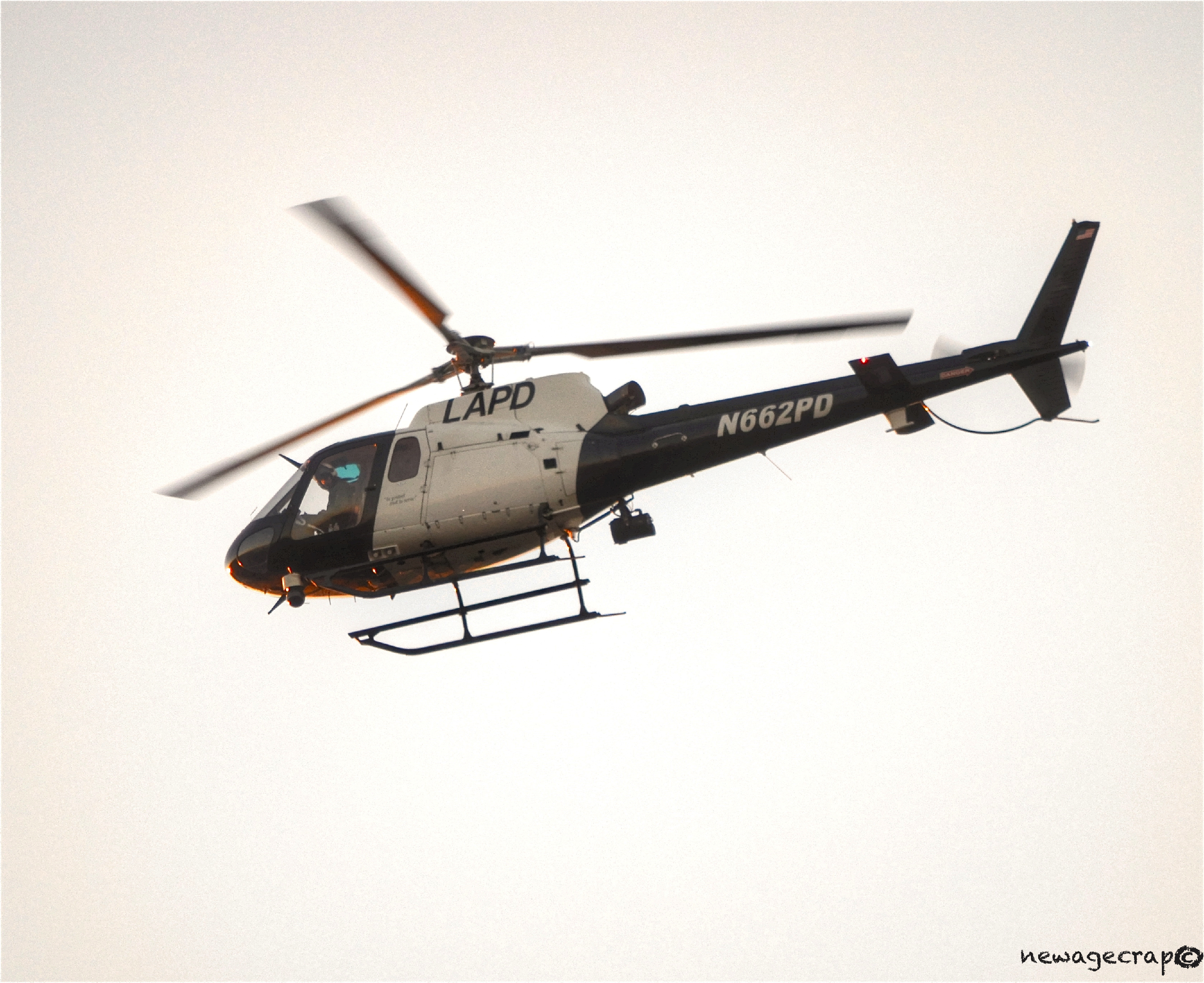
LAPD AS350B2

A kommandószervezet feladatai közé tartozik a túszmentés, terroristák elleni akciók, komoly fegyverzetű és/vagy nagyon sok főből álló csapat leszerelése. Ezen felül még a drogkereskedelmet is ők szűkítik le, illetve még azok az akciók is rájuk hárulnak, amit a rendőrség nem képes megoldani.

## Rendfokozatok és jelvények (parancsnoki láncolat)
| Fő tisztek                                                            | Rangjelzés | Leírás |
| --------------------------------------------------------------------- | ---------- | --- |

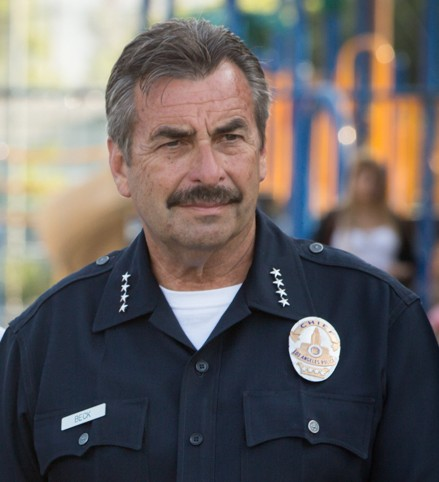
Charlie Beck volt rendőrfőnök

| Rendőrfőnök                                                           |            | Los Angeles város polgármestere nevezi ki a rendőrségi bizottság többségi jóváhagyásával. Felsőfokú végzettség és 12 év bűnüldözés. |
| Rendőrfőnok asszisztens (Rendőrfőnök helyettes II)                    |            | Egy év parancsnokként eltöltött idő után lehet kinevezni.                                                                           |
| Rendőrfőnök helyettes I                                               |            | Egy év parancsnokként eltöltött idő után lehet kinevezni.                                                                           |
| Parancsnok                                                            |            | Szükséges próbaidő után való előléptetés.                                                                                           |
| Százados III II I                                                     |            | Szükséges próbaidő után való előléptetés.                                                                                           |
| Hadnagy II I                                                          |            | Szükséges próbaidő után való előléptetés.                                                                                           |
| Ezeket az ezüst jelzéseket az inggalléron és ruha vállrészén viselik. |            | |

| Rendőrtisztek, egyenruhások                                     | Rangjelzés | Nyomozók, civil ruhások | Rangjelzés  | Leírás |
| --------------------------------------------------------------- | --- | ----------------------- | ----------- | --- |
| Őrmester II                                                     | | Nyomozó III             |             | Legalább két év szolgálati idő után őrmesterként vagy nyomozóként lehet hadnagy I.                                                           |
| Őrmester I                                                      | | Nyomozó II              |             | Előléptetési bizottság interjú / tanszéki értékelés                                                                                          |
| Rendőrtiszt ‡+ I                                                | | Nyomozó I               |             | Előléptetési bizottság interjú / tanszéki értékelés                                                                                          |
| Rendőrtiszt ‡+ I                                                | Ezt a jelölést akkor kapják meg, ha speciális vagy veszélyes helyzetben helytállnak, illetve, ha különböző vizsgákat tesznek le (kutya vezető, rangidős vezető, kiképző tiszt). |                         |             | |
| Rendőrtiszt ‡                                                   | |                         |             | Egy év szolgálat után a sikeres vizsga és interjú elvégzését követően lehet nyomozó vagy őrmester                                            |
| Rendőrtiszt II                                                  | Nem jelzik. | Nem jelzik.             | Nem jelzik. | Három év szolgálat után jogosult a rendőrtiszt II, hogy megkaphassa a III fokozatot                                                          |
| Rendőrtiszt I                                                   | Nem jelzik. | Nem jelzik.             | Nem jelzik. | 18 hónapos próbaidős megbízás (6 hónap az akadémián, plusz egy 12 hónapos próbaidő a terepen). Ez utána kapják meg Rendőrtiszt II fokozatot. |
| A hímzett rangjelzést az ing vagy a kabát felső részén viselik. | |                         |             | |
|                                                                 | |                         |             | |

## Fegyverek
Beretta:
92F, 92FS, 92FS-Stainless Steel, 8045 (4” barrel)
Smith & Wesson:
459, 5904, 5903, 659, 5906, 645, 4506, 4566, 4567, 5903 TSW, 5906 TSW, 4569 TSW, and 4566 TSW.
Glock-18:
9mm: Model 34; Model 17; Model 19
.40 cal: Model 35; Model 22; Model 23
.45 cal: Model 21
Ezen a kézifegyverek mellett a rendőröknek lehetőségük van ezeket a fegyvereket szolgálatba vinni.
Colt:
5.56/.223: Colt Tactical Carbine
Smith & Wesson:
5.56/.223: M&P15

## Felszerelés
| Hajók        | 2                              |
| Helikopterek | 26                             |
| Repülők      | 14                             |
| Gépkocsik    | -                              |
| Lovak        |                                |
| Kutyák       | 99 Angol véreb 124 Németjuhász |